# Guajará-Mirim
Guajará-Mirim é um município brasileiro do estado de Rondônia, Região Norte do país. É o segundo maior município do estado em extensão territorial, e o oitavo em população.
Em maio de 2008, na cidade do Rio de Janeiro, Guajará-Mirim recebeu o título de "Cidade Verde", outorgado pelo Instituto Ambiental Biosfera, em razão de seu mosaico de áreas protegidas, que fazem, da cidade, um dos maiores municípios brasileiros em termos de áreas preservadas. Outras 29 cidades brasileiras também receberam o prestigiado prêmio. A cidade também tem o primeiro jornal editado em língua indígena txapacura.

## História

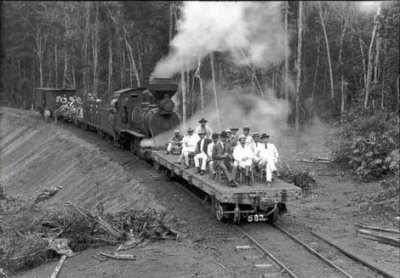
Inauguração de trecho da Estrada de Ferro Madeira-Mamoré em 1912

Até o início do século XIX, "Guajará-Mirim era apenas uma indicação geográfica para designar o ponto brasileiro à povoação boliviana de Guayaramerín" (Vítor Hugo – Os Desbravadores). Naquela época, a povoação era conhecida como Esperidião Marques.
Em abril de 1878, em função do Tratado de Ayacucho, foram enviadas para Corumbá (Mato Grosso) as "Plantas Geográficas dos Rios Guaporé e Mamoré", sendo que a cartografia para delimitar os limites fronteiriços dos rios Guaporé e Mamoré foi levantada e apresentada pela 2ª seção brasileira, sediada na mesma cidade, tendo sido todas chanceladas pelos delegados brasileiros e bolivianos. Continuando a descrição diz "Destas cabeceiras continuam os limites pelo leito do mesmo rio até sua confluência com o Guaporé, e depois pelo leito deste e do Mamoré até sua confluência com o Beni, onde principia o Rio Madeira". Em 1878 e 1879, houve troca de notas da chancelaria boliviana com a Embaixada do Brasil em La Paz, acusando o recebimento e aprovando a "Carta Geral", conforme ajustado na 7ª Conferência da Comissão Mista.
Em 17 de novembro de 1903, com a assinatura do Tratado de Petrópolis com a Bolívia, o Brasil se comprometia a construir uma estrada de ferro, ligando os portos de Santo Antônio do Rio Madeira, em Porto Velho, ao de Guajará-Mirim, no Rio Mamoré, destinada ao escoamento dos produtos bolivianos. Os direitos sobre tarifas seriam recíprocos e a localidade foi se tornando conhecida no país com repercussão no exterior.
No ciclo da borracha, a extração do látex foi, sem dúvida, ponto decisivo na vida do município. A construção do transporte ferroviário (Estrada de Ferro Madeira-Mamoré) veio acelerar o povoamento local, contribuindo no incremento da agricultura, além do extrativismo vegetal proporcionado pela vasta e rica vegetação natural existente. Estes e outros fatores, também de relevante importância influíram na subsistência da localidade.
Em 30 de abril de 1912, foi concluída a Estrada de Ferro Madeira-Mamoré e inaugurada oficialmente em 1º de agosto do mesmo ano. Ainda naquele ano, a 8 de outubro, o Governo do Estado de Mato Grosso instalou, na localidade, um posto fiscal, também com a incumbência de arrecadar impostos, sob as ordens do guarda Manoel Tibúrcio Dutra.
Em abril de 1917, chegou à região de Guajará-Mirim o capitão Manoel Teófilo da Costa Pinheiro, um dos membros da Comissão Rondon. Através dos meandros e lagos do rio Cautário, encontrou algumas poucas centenas de seringueiros mourejando nos barracões da Guaporé Rubber Company, empresa que monopolizava a compra e exportação da borracha produzida na região, na época gerenciada pelo coronel da Guarda Nacional, Paulo Saldanha. Eram os barracões "Rodrigues Alves", "Santa Cruz", "Renascença" e outros localizados próximos ao Forte Príncipe da Beira. Diversos povos indígenas originários da região resistiram aos seringueiros, tanto em sua presença quanto em sua posterior tentativa de dizimá-los, a exemplo de grupos e subgrupos dos jauis, tupis e hauris. Os pacaás-novos, do grupo jaru, foram os mais aguerridos combatentes contra os extrativistas.

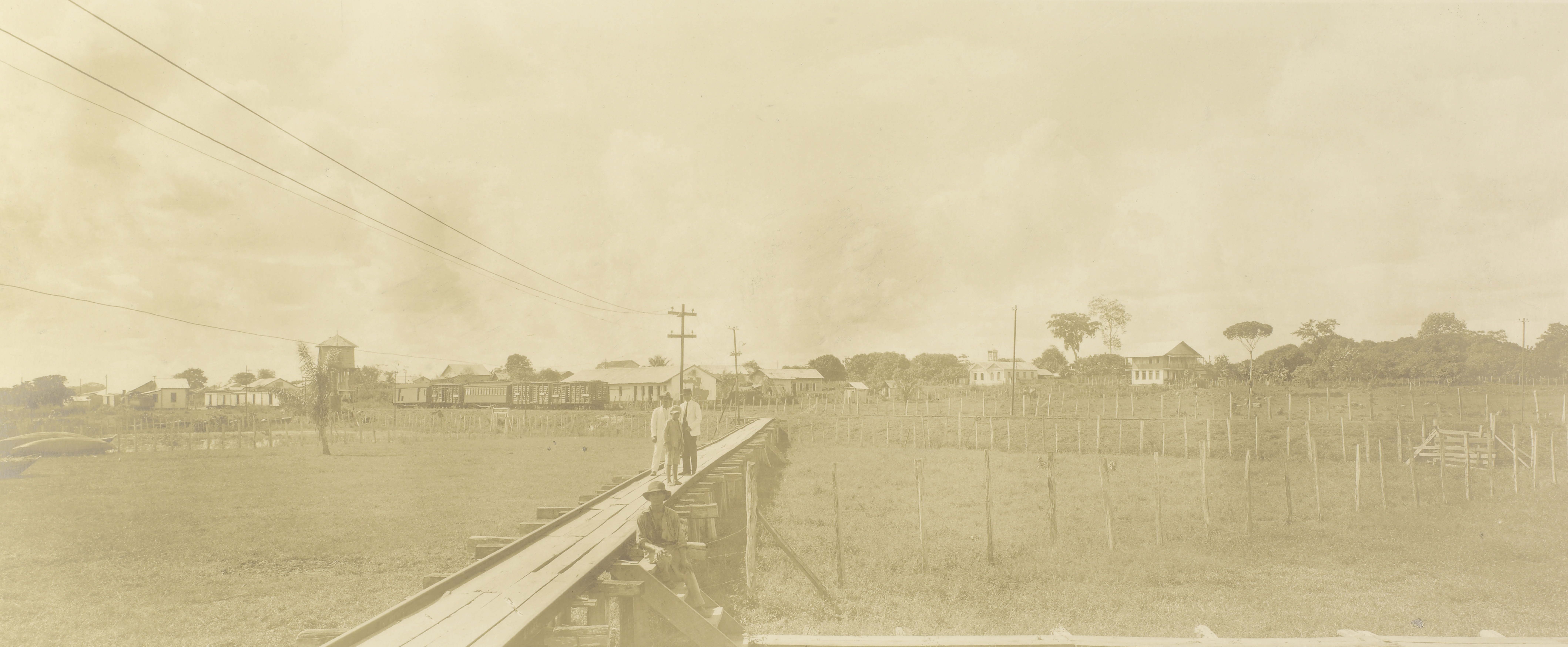
Guajará-Mirim, 1930.

Em 26 de junho de 1922, através da Resolução 879, o presidente da Província de Mato Grosso transformou a povoação de Espiridião Marques em distrito de paz do município de Santo Antônio do Rio Madeira. Quatro anos mais tarde, em 12 de julho de 1926, a povoação foi elevada à categoria de cidade, por ato assinado também pelo então presidente da Província de Mato Grosso, Mário Correa da Costa. Em 12 de julho de 1928, pela Lei 991, assinada pela mesma autoridade, o distrito foi elevado à categoria de município e comarca com área desmembrada do município de Santo Antônio do Rio Madeira, tomando o nome de Guajará-Mirim, já usualmente designado pela população. O município foi oficialmente instalado em 10 de abril de 1929.
Em 13 de setembro de 1943, pelo Decreto-Lei 5 812, o município de Guajará-Mirim passou a fazer parte integrante do Território Federal do Guaporé, criado nessa data. No dia 21 de setembro do mesmo ano, pelo Decreto-Lei 5 839, a sua área territorial, somada a uma parte da área territorial do município de Mato Grosso-MT (ex-Vila Bela da Santíssima Trindade), passou a compor o novo município de Guajará-Mirim. Esta composição territorial e sua confirmação definitiva como parte integrante do Território Federal do Guaporé se deu em 31 de maio de 1944 através do Decreto-Lei 6 550.
Por intermédio do Decreto-Lei 7 470, de 17 de abril de 1945, o município de Guajará-Mirim e o município de Porto Velho passaram a fazer parte como os dois únicos municípios da divisão administrativa e judiciária do Território Federal do Guaporé.
No início de 1970 foi fechada a Estrada de Ferro Madeira-Mamoré, devido vários fatores dentre eles os altos gastos para o governo federal.

## Topônimo
"Guajará-Mirim" é um termo oriundo da língua tupi do grupo linguístico tupí-guarani: significa "cachoeira pequena", existem controvérsias de vários linguistas.
Conforme o Dicionário de Tupi Antigo, guajará vem do tpi guaiará e significa uma planta da família das sapotáceas.

## Atualidades
Atualmente, o município registra uma população compreendia em 86% na zona urbana e 14% na zona rural.
A característica da população do município é a mestiçagem de várias raças com os nativos tradicionais, resultando numa população tipicamente amazônica com a predominância de "caboclos" e uma forte presença da miscigenação com imigrantes da fronteira (bolivianos).
Inegavelmente, o município de Guajará-Mirim é um dos poucos, senão o único do Estado de Rondônia, que possui excelente atrativo para o desenvolvimento da indústria do turismo em larga escala.
O município arvora-se do direito de ser o guardião da história do Estado, com inúmeros registros dos primórdios de sua colonização. A saga dos pioneiros construtores da lendária Estrada de Ferro Madeira-Mamoré, a presença marcante da igreja católica na colonização de todo o Vale do Guaporé e as inúmeras construções que retratam a história de uma época em que o município concentrava toda a riqueza da região, baseada na extração da borracha e da castanha.
O equilíbrio ecológico e harmônico da natureza pode ser representado pela vastidão de incomparável beleza do Vale do Mamoré-Guaporé , oferecendo inúmeras opções de lazer, dentre as quais a pesca amadora, liberada na época logo após a desova dos peixes. As belas praias do rio Pacaás Novos, a reserva extrativista do Ouro Preto e o encanto da Serra dos Pacaás Novos oferecem oportunidades únicas de se conhecer os caprichos da natureza.
Nessa cidade existe uma agência do Banco do Brasil, do Banco do Bradesco, do Sicob Crediforte, do Banco Basa e da Caixa Econômica Federal (CEF). Também lá situam-se uma sede da Polícia Militar, o 6° Batalhão do Exército Brasileiro, uma Delegacia da Polícia Civil, uma Delegacia da Polícia Federal (PF), uma sede da Marinha, e um aeroporto.
O Distrito de Surpresa possui uma Filial do ICMBIO, no intuito de preservar o Parque Nacional da Serra da Cutia.
Complementando o aspecto histórico e natural, existe o fato de o município sediar a única Zona Franca do Estado: a Área de Livre Comércio de Guajará-Mirim, que oferece excelentes oportunidades de compras de diversas mercadorias importadas de várias partes do mundo.

## Demografia
Sua população em 2010 era de 41.656 habitantes, sendo assim, o oitavo município mais populoso do estado, apresentando uma densidade populacional de 1,68hab/km². Segundo o censo de 2010 20.947 da população são homens e 20.709 são mulheres.

### Lugar de nascimento da população residente Segundo o censo do IBGE de 2010
| Região Norte        | 36.120 | pessoas |
| Região Nordeste     | 2.079  | pessoas |
| Região Sudeste      | 742    | pessoas |
| Região Sul          | 571    | pessoas |
| Região Centro-Oeste | 646    | pessoas |
| Sem especificação   | 160    | pessoas |
| PAÍS ESTRANGEIRO    | 1.338  | pessoas |

### Estrangeiros
Os gregos chegaram para a construção da ferrovia Madeira-Mamoré, já a partir de 1912 foram escolhendo este lugar como alternativa econômica e foram instalando seus negócios: Pedro Struthos, João Suriadakis, Hatzinakis, Calculakis, Daskalakis, Demétrio Melas, Barcânias, Manoel Manussakis, Caralambos Vassilakis, por exemplo, ao deixar a atividade junto a EFMM implantou-se no Abunã e, mais tarde, localizou-se nesta fronteira, aonde construiu, para os limites da época, o seu império.
Atualmente, a cidade possui uma forte presença boliviana, geralmente, proveniente do departamento de Beni

### Cor ou Raça[9]
| Cor/Raça | Pessoas | Pessoas |
| Cor/Raça | #       | %       |
| -------- | ------- | ------- |
| Parda    | 23.781  | 60,38%  |
| Branca   | 6.758   | 17,16%  |
| Indígena | 5.346   | 13,57%  |
| Preta    | 3.391   | 8,61%   |
| Amarela  | 111     | 0,28%   |

### Povos indígenas
Os povos indígenas são variados: dentre eles, o mais destacado em Guajará-Mirim é o povo indígena Wari, dentre eles os Oro Waram, Oro Nao`, Oro Mon, Oro At. Oro Waram Xijem, e outros. Além dos Wari existem outros indígenas, como os Canoé, Macurape e Jaboti. Possuem várias aldeias dentre elas; Lage Velho, Lage Novo, Sagarana, Capoeirinha, Tanajura, Ricardo Franco, Rio Negro Ocaia, Sotério, Baia das Onças, Graças a Deus, Santo André. Baía da Coca, Queimada, Barranquilha, Deolinda, Ribeirão, Limoeiro e outros. A Missão Novas Tribos do Brasil, que realizou o contato forçado com os indígenas de Guajará-Mirim, possui Igrejas Evangélicas em várias dessas Aldeias, que vai de Capoeirinha até Rio Negro Ocaia. Possui missões com pastores indígenas também em Sotério. Alguns pastores Indígenas são o irmão Rubens Oro Nao’, Omar Oro Nao, Armando Oro Mon e outros.

### Religião[10]
| Religião                   | Pessoas | Pessoas |
| Religião                   | #       | %       |
| -------------------------- | ------- | ------- |
| Católica Apostólica Romana | 14.522  | 44,70%  |
| Evangélica                 | 13.104  | 40,33%  |
| Espíritas Kardecista       | 125     | 0,35%   |
| Umbanda e Candomblé        | 70      | 0,22%   |
| Outras                     | 924     | 2,84%   |
| Sem Religião               | 3.481   | 10,71%  |
| Sem Declaração             | 275     | 0,85%   |

## Política
Em um período entre 1970 a 2010 assumiram vários prefeitos em Guajará-Mirim, dentre eles: Francisco Nogueira, Rui Almeida, Isaac Benesby, Bader Massud, Claudio Pilon, Dedé de Melo e Atalíbio Pegorini.
Dentre os prefeitos, podemos destacar Vossa Exelência Isaac Benesby, que realizou a pavimentação da BR-425 que liga Guajará-Mirim à BR-364 que vai até a capital acreana Rio Branco e a capital do estado Porto Velho.
Entre 2005 a 2008, a justiça cassa o diploma de prefeito do Claudio Pilon e este é afastado da prefeitura, quem assume é, o segundo colocado, José Mario de Melo.
Em 2009 José Atalíbio Pergorini ganhas as eleições municipais e assume o cargo de prefeito com apoio do governo estadual Ivo Cassol e Miguel Sena.
Em 2013 assumiu a prefeitura de Guajará-Mirim o prefeito Dúlcio Mendes do PT ( após três tentativas anteriores, na 4ª obteve êxito com o apoio dos médicos Dr Duran, Dr Neidson e Dr Wenceslau Ruiz), com o compromisso de administrar a Pérola do Mamoré, dentre os maiores desafios do novo prefeito é tirar a prefeitura do CADIN.
Em 2016 as eleições terminaram com a vitória de Antônio Bento, mas estando inelegível, assumiu a prefeitura por 03 meses, de janeiro ao início de abril de 2017, Sérgio Bouez ( na época presidente da câmara dos vereadores do município).
Cícero Noronha (DEM) ganha as eleições de 2017 e assume o cargo de prefeito em 1º de janeiro de 2018. Cícero foi apoiado pelos médicos: Dr Duran, Dr Wenceslau Ruiz e o agora eleito Deputado Estadual Dr. Neidson durante sua campanha
No ano de 2020, Raissa Bento (MDB) ganha as eleições e toma posse como prefeita municipal em 1º de janeiro 2021, juntamente com a vice-prefeita Marinice Granemann (AVANTE). No ano de 2024 por determinações judiciais recorrentes das operações: "Avatar" e "Suseranos" a mesma foi afastada do cargo de gestora municipal. Assim, Marinice Granemann tomou posse como prefeita municipal no dia 25 de fevereiro 2024, completando a gestão da chapa eleita até 31 de dezembro de 2024.
No ano de 2024, Fabio Garcia De Oliveira "Netinho" (Republicanos) ganha as eleições e toma posse como prefeito municipal em 1º de janeiro 2025, juntamente com o vice-prefeito: Ricardo Lira Maia (Republicanos), para cumprimento do mandato até 31 de dezembro de 2028.

## Geografia
Localiza-se a uma latitude 10º46'58" Sul e a uma longitude 65º20'22" Oeste, estando a uma altitude de 128 metros.
Sua área é de 24 856 km², sendo o segundo maior município do estado em extensão territorial, logo atrás de Porto Velho.

### Subdivisões
Antigamente a divisão da Cidade de Guajará-Mirim era feita tipicamente por bairros, mas atualmente divide-se também em setores, sendo assim: 05 setores (ST. 04 [antigo Caetano], ST. 05 [antigo Próspero], ST. 06 [antigo Nossa Senhora Aparecida] ST. 07 [antigo Jardim das Esmeraldas] ST. 08 [Novo, referência: Campus UNIR]) e 11 bairros, dentre eles; Centro, Triângulo, Cristo Rey, Tamandaré, São José, Santo Antônio, Santa Lúzia, Serraria, 10 de Abril, Fátima e Liberdade.
Este município possui dois distritos dentre eles: Distrito do Iata e o Distrito de Surpresa nas margens do rios Mamoré e Guaporé.

### Terras Indígenas
As 6 Terras Indígenas de Guajará-Mirim são:
- Terra Indígena Igarapé Lage
- Terra Indígena Igarapé Ribeirão
- Terra Indígena Pacaas Novas
- Terra Indígena Rio Guaporé
- Terra Indígena Rio Negro Ocaia
- Terra Indígena Sagarana

### Clima
| Dados climatológicos para Guajará-Mirim | Dados climatológicos para Guajará-Mirim | Dados climatológicos para Guajará-Mirim | Dados climatológicos para Guajará-Mirim | Dados climatológicos para Guajará-Mirim | Dados climatológicos para Guajará-Mirim | Dados climatológicos para Guajará-Mirim | Dados climatológicos para Guajará-Mirim | Dados climatológicos para Guajará-Mirim | Dados climatológicos para Guajará-Mirim | Dados climatológicos para Guajará-Mirim | Dados climatológicos para Guajará-Mirim | Dados climatológicos para Guajará-Mirim | Dados climatológicos para Guajará-Mirim |
| Mês                                     | Jan                                     | Fev                                     | Mar                                     | Abr                                     | Mai                                     | Jun                                     | Jul                                     | Ago                                     | Set                                     | Out                                     | Nov                                     | Dez                                     | Ano                                     |
| --------------------------------------- | --------------------------------------- | --------------------------------------- | --------------------------------------- | --------------------------------------- | --------------------------------------- | --------------------------------------- | --------------------------------------- | --------------------------------------- | --------------------------------------- | --------------------------------------- | --------------------------------------- | --------------------------------------- | --------------------------------------- |
| Temperatura máxima média (°C)           | 31,2                                    | 31                                      | 31,3                                    | 31,3                                    | 31,1                                    | 31,6                                    | 32,4                                    | 33,3                                    | 34,5                                    | 33,9                                    | 31,8                                    | 31,2                                    | 32                                      |
| Temperatura média (°C)                  | 26,3                                    | 26,6                                    | 27                                      | 26,7                                    | 26,1                                    | 26                                      | 26,1                                    | 26,1                                    | 27,8                                    | 28,4                                    | 26,4                                    | 26,2                                    | 26,6                                    |
| Temperatura mínima média (°C)           | 21,4                                    | 22,2                                    | 22,8                                    | 22,2                                    | 21,2                                    | 20,5                                    | 19,8                                    | 18,9                                    | 21,1                                    | 23                                      | 21                                      | 21,3                                    | 21,3                                    |
| Precipitação (mm)                       | 235                                     | 225                                     | 208                                     | 149                                     | 68                                      | 20                                      | 12                                      | 15                                      | 60                                      | 118                                     | 161                                     | 217                                     | 1 488                                   |
| Fonte: Climate-Data.org                 |                                         |                                         |                                         |                                         |                                         |                                         |                                         |                                         |                                         |                                         |                                         |                                         |                                         |

## Economia
O produto interno bruto de Guajará-Mirim é de 506 105 073 reais e o produto interno bruto per capita, de 12 483,78 reais.
| |         |
| \| Serviços \| 88,85 % \| \| Agropecuária \| 6,79 % \| \| Indústria \| 4,36 % \| \| Fonte: IBGE \| \| |         |
| Serviços                                                                                              | 88,85 % |
| Agropecuária                                                                                          | 6,79 %  |
| Indústria                                                                                             | 4,36 %  |
| Fonte: IBGE                                                                                           |         |

## Educação
A Educação em Guajará-Mirim é dividida em 3 níveis a Educação Infantil, a Educação Básica e o Ensino Superior. A Educação infantil é oferecida pelas Escolas Municipais, a Educação Básica é oferecida pelas Escolas Municipais, Escolas Estaduais e pelo Instituto Federal de Rondônia - IFRO. O Ensino Superior é oferecido pelo Instituto Federal de Rondônia e pela Universidade Federal de Rondônia e pelas Faculdades Particulares dentre elas a Faculdade Educacional da Lapa - FAEL.
Universidades:
- Campus de Guajará-Mirim da Universidade Federal de Rondônia[14][15]

## Turismo
Guajará-Mirim possui a maior oferta de atrativos turísticos do estado de Rondônia:
- Estrada de Ferro Madeira-Mamoré
- Hotel Pakaas Palafitas Lodge
- Atrativos Naturais como rios, mata preservada, balneários e parques
- A fronteira com o país irmão Bolívia (além de atrações culturais, é possível comprar produtos importados do lado boliviano)
- Passeios de barcos
- Artesanato indígena (wariís), ribeirinhos e de seringueiros

### Cultura
- Duelo da Fronteira - Festival Folclórico de Boi-Bumbá.
- Museu Histórico Municipal de Guajará-Mirim e Recanto de D.Rey.
- Biblioteca Municipal Jarbas Passarinho.
- Estrada de Ferro Madeira-Mamoré.
- Festival Internacional de Teatro de Guajará-Mirim - FESTINAÇU

### Atrações naturais
- Gruta ou caverna dos Pacaás Novos.
- Alto da Chapada dos Pacaás Novos — Torre da EMBRATEL.
- Rio Pacaás Novos — apresenta o fenômeno do encontro das águas dos rios Guaporé e Mamoré.
- Cachoeiras e Corredeiras — Guajará Mirim, Guajará-Açu, Bananeira, Pau Grande, Lage, Praia da Pedra da Morte e Praia das Três Bocas.
- Parque Municipal Natural Serra dos Parecis
- Praias fluviais durante o verão (de maio a novembro).
- Mais de 93% da área total do município é constituída de Unidades de Conservação (Terras Indígenas, Reservas Extrativistas e Biológicas), fazendo de Guajará-Mirim um grande santuário de preservação de fauna e flora.